# Lombo-Bouenguidi
Le Lombo-Bouenguidi est un département de la province de l'Ogooué-Lolo au Gabon. Sa préfecture est Pana.

## Toponymie
Le département tire son nom de deux cours d'eau qui le traversent, le Lombo et la Bouenguidi